# Roberto Palazuelos
Pour les articles homonymes, voir Badeaux et Palazuelos.
Roberto Palazuelos Badeaux, né le 31 janvier 1967 à Acapulco, dans l'état de Guerrero, est un acteur mexicain autoproclamé « Le diamant noir ». Il est célèbre pour ses rôles dans les telenovelas.

## Biographie
Roberto Palazuelos est né le 31 janvier 1967 à Acapulco, Guerrero, de père mexicain, Roberto Palazuelos Rosensweit et de mère française, Maria Badeaux. Il est le fils unique de ses parents, bien qu'il ait cinq frères et sœurs par ailleurs. 
Il est marié à Yadira Garza et a un fils : Roberto Jr.

## Carrière
Il commence sa carrière artistique en 1988 en jouant dans des telenovelas telles que Mi segunda madre et Simplemente María mais le rôle qui l'a rendu célèbre auprès de la jeunesse est celui de Roger de la telenovela Muchachitas.
Sa carrière connaît une ascension grâce au succès de Muchachitas. Puis il apparaît dans des telenovelas comme : Dos mujeres, un camino, Pobre niña rica, Para toda la vida, Amada enemiga, Amor gitano, Carita de ángel, Salomé, Niña amada mía, Apuesta por un amor entre autres.
En 2003, il participe au reality show Big Brother VIP où il réussit à se maintenir jusqu'à être expulsé parmi les derniers. 
Plus tard la même année, il se marie avec Yadira Garza et en 2005 naît son fils, Roberto Jr.
En 2007, il retourne aux telenovelas pour une participation spéciale dans Bajo las riendas del amor.
En 2008, il intègre la distribution de Mañana es para siempre pour incarner un des antagonistes.
En 2010, il rejoint l'équipe artistique de la telenovela Llena de amor pour tenir le rôle de Mauricio Fonseca. En 2011, il incarne  Mike Anderson dans la telenovela Una familia con suerte.
En 2012, Salvador Mejía lui propose de tenir un rôle dans Qué bonito amor aux côtés de Danna García, Jorge Salinas, Pablo Montero et Juan Ferrara.
En janvier et février 2013, il symbolise l'image officielle de Pepsi au Mexique, dans un spot publicitaire appelé La Palazueliza « http://mx.pepsimundo.com/promocion/palazueliza/ »(Archive.org • Wikiwix • Archive.is • Google • Que faire ?) et apparaît dans les annonces de Télévision et des magazines.

## Telenovelas
- 1989 : Mi segunda madre : David
- 1989-1990 : Simplemente María : Pedro Cuevas
- 1991-1992 : Muchachitas : Roger Guzmán
- 1993 : Dos mujeres, un camino : Raymundo Soto(#1)
- 1995 : Pobre niña rica : Gregorio
- 1996 : Para toda la vida : Rolando
- 1996 : Klinik unter Palmen : Enrique Valdez
- 1997 : Amada enemiga : Mauricio
- 1999 : Amor gitano : Claudio
- 2000-2001 : Carita de ángel : Favio Romero Medrano
- 2001-2002 : Salomé : Beto 'El Figurín'
- 2002-2003 : ¡Vivan los niños! : Pantaleón Rendon
- 2002 : Mi vida eres tú : Aristeo Borgia
- 2003 : Niña amada mía : Rafael Rincón del Valle
- 2004-2005 : Apuesta por un amor : Francisco Andrade
- 2006-2007 : La plus belle des laides (La fea más bella) : Pedro Barman
- 2007 : Bajo las riendas del amor : Cristian del Valle
- 2008-2009 : Mañana es para siempre : Camilo Elizalde Rivera
- 2010-2011 : Llena de amor : Mauricio Fonseca Lombardi
- 2011 : Una familia con suerte : Mike Anderson
- 2012-2013 : Qué bonito amor : Giuliano Rina
- 2013 : Gossip Girl Acapulco : Santiago de la Vega "El Capitán"
- 2014 : Hasta el fin del mundo : Mauro Renzi

## Films
- 1987 : Mariana, Mariana de Alberto Isaac : Esteban, fiancé d'Isabel
- 1988 : Dimensiones ocultas (Don't Panic) : Juan/John (seulement le personnage, doublé par Jesús Barrero)
- 1996 : La Mujer de los Dos : Ricardo (film avec le groupe Los temerarios)